# 버밍엄셀리오크 (영국 의회 선거구)
버밍엄셀리오크 (Birmingham Selly Oak)는 영국 의회의 하원에서 지역을 대표하는 버밍엄시의 선거구이다. 2010년부터 노동당의 스티브 매케이브가 지역구 의원을 맡고 있다.

## 지역 정보
1955년 총선부터 신설되었으며 노동당과 노동당이 세번씩 번갈아 차지했다. 처음에는 보수당 텃밭 지역구였으나 60~70년대 들어 주택개발이 본격화되면서 점차 노동당 지역구로 바뀌어갔다. 1979년 총선에서 앤서니 버몬트다크 보수당 의원이 당선되고 1992년 노동당이 린 존스가 다시 탈환한 이후로는 노동당 지역구로 남아 있다.

## 구획
- 1955–1974년: 버밍엄 주급자치구 볼솔히스, 모즐리 킹스히스, 셀리오크
- 1974–1983년: 버밍엄 주급자치구 킹스노턴, 모즐리, 셀리오크
- 1983–2010년: 버밍엄시 본빌, 킹스노턴, 모즐리, 셀리오크
- 2010년~: 버밍엄시 빌슬리, 본빌, 브랜드우드, 셀리오크

버밍엄 대학교 셀리오크 캠버스가 위치한 지역구이며 유권자 비중 중에서 재학생들과 대학교 교수들이 적지 않다. 캐드베리 UK 공장과 캐드베리 월드도 위치한 지역이다.

## 역대 국회의원
| 선거 | 선거        | 의원              | 정당   | 비고 |
| ---- | ----------- | ----------------- | ------ | ---- |
|      | 1955년      | 해롤드 거든       | 보수당 |      |
|      | 1974년 10월 | 톰 리터릭         | 노동당 |      |
|      | 1979년      | 앤서니 버몬트다크 | 보수당 |      |
|      | 1992년      | 린 존스           | 노동당 |      |
|      | 2010년      | 스티브 매케이브   | 노동당 |      |

## 선거

### 2010년대
| 선거                                                       | 선거 결과 | 선거 결과                                              | 후보                | 후보            | 정당   | 득표   | %     | ±%    |
| ---------------------------------------------------------- | --------- | ------------------------------------------------------ | ------------------- | --------------- | ------ | ------ | ----- | ----- |
| 2019년 총선 유권자수: 82,665 투표수: 49,467 (59.8%) (-6.1) |           | 노동당 유지 과반 득표: 12,414 (25.1%) -5.9             |                     | 스티브 매케이브 | 노동당 | 27,714 | 56.0  | -6.9  |
| 2019년 총선 유권자수: 82,665 투표수: 49,467 (59.8%) (-6.1) |           | 노동당 유지 과반 득표: 12,414 (25.1%) -5.9             | 하나 캠벨           | 보수당          | 15,300 | 30.9   | -1.0  |       |
| 2019년 총선 유권자수: 82,665 투표수: 49,467 (59.8%) (-6.1) |           | 노동당 유지 과반 득표: 12,414 (25.1%) -5.9             | 데이비드 래드클리프 | 자유민주당      | 3,169  | 6.4    | +3.0  |       |
| 2019년 총선 유권자수: 82,665 투표수: 49,467 (59.8%) (-6.1) |           | 노동당 유지 과반 득표: 12,414 (25.1%) -5.9             | 조 피콕             | 녹색당          | 1,848  | 3.7    | +1.9  |       |
| 2019년 총선 유권자수: 82,665 투표수: 49,467 (59.8%) (-6.1) |           | 노동당 유지 과반 득표: 12,414 (25.1%) -5.9             | 조셉 타워네즈비     | 브렉시트당      | 1,436  | 2.9    | 신인  |       |
| 2017년 총선 투표수: 48,985 (65.9%) (+5.6)                  |           | 노동당 유지 과반 득표: 15,207 (31.0%) +12.3 +6.2% 선회 |                     | 스티브 매케이브 | 노동당 | 30,836 | 62.9  | +15.2 |
| 2017년 총선 투표수: 48,985 (65.9%) (+5.6)                  |           | 노동당 유지 과반 득표: 15,207 (31.0%) +12.3 +6.2% 선회 | 소피 슈럽솔         | 보수당          | 15,629 | 31.9   | +2.9  |       |
| 2017년 총선 투표수: 48,985 (65.9%) (+5.6)                  |           | 노동당 유지 과반 득표: 15,207 (31.0%) +12.3 +6.2% 선회 | 데이비드 래드클리프 | 자유민주당      | 1,644  | 3.4    | -2.2  |       |
| 2017년 총선 투표수: 48,985 (65.9%) (+5.6)                  |           | 노동당 유지 과반 득표: 15,207 (31.0%) +12.3 +6.2% 선회 | 줄리언 피처드       | 녹색당          | 876    | 1.8    | -3.3  |       |
| 2015년 총선                                                |           | 노동당 유지                                            |                     | 스티브 매케이브 | 노동당 | 21.584 | 47.7  | +9.2  |
| 2015년 총선                                                |           | 노동당 유지                                            | 앨릭스 볼터         | 보수당          | 13,137 | 29.0   | -2.7  |       |
| 2015년 총선                                                |           | 노동당 유지                                            | 스티븐 브루크스     | 영국 독립당     | 5,755  | 12.7   | +10.3 |       |
| 2015년 총선                                                |           | 노동당 유지                                            | 콜린 그린           | 자유민주당      | 2,517  | 5.6    | -16.7 |       |
| 2015년 총선                                                |           | 노동당 유지                                            | 클레어 토마스       | 녹색당          | 2,301  | 5.1    | +3.7  |       |

## 같이 보기
- 버밍엄의 영국 의회 선거구

### 참조주
1. ↑  “Birmingham, Selly Oak: Usual Resident Population, 2011”. 《Neighbourhood Statistics》. Office for National Statistics. 2016년 3월 4일에 원본 문서에서 보존된 문서. 2015년 1월 30일에 확인함.
2. ↑  “Electorate Figures - Boundary Commission for England”. 《2011 Electorate Figures》. Boundary Commission for England. 2011년 3월 4일. 2010년 11월 6일에 원본 문서에서 보존된 문서. 2011년 3월 13일에 확인함.
3. ↑  레이그 레이먼트의 연도별 국회의원 목록 (Leigh Rayment's Historical List of MPs) –  'N'로 시작하는 선거구 - part 2
4. ↑  “Birmingham Selly Oak Parliamentary constituency”. 《BBC News》. BBC. 2019년 12월 1일에 확인함.
5. ↑  “Statement of Persons Nominated and notice of poll”. 《Birmingham City Council》. 2019년 2월 8일에 원본 문서에서 보존된 문서. 2017년 5월 11일에 확인함.
6. ↑  “Birmingham Selly Oak”. 《BBC News》. 2017년 6월 9일에 확인함.
7. ↑  “Election Data 2015”. Electoral Calculus. 2015년 10월 17일에 원본 문서에서 보존된 문서. 2015년 10월 17일에 확인함.
8. ↑  “Alex Boulter”. Conservatives. 2014년 11월 26일에 원본 문서에서 보존된 문서. 2015년 1월 20일에 확인함.